# 권혁주 (언론인)
권혁주는 대한민국의 KBS 기자이다.

## 학력
상명대학교 일어교육과 학사

## 경력
- 1985년 4월 : KBS 공채 기자 입사
- KBS 사회부 기자
- KBS 문화부 기자
- KBS 국제부 기자
- KBS 경제부 기자
- KBS 도쿄 특파원

## 진행

### 과거 텔레비전
- 경제전망대 경제데스크 (KBS 1TV)
- 경제투데이 경제데스크 (KBS 2TV)